# Bengaluru
Bengaluru, prej Bangalore, je glavno mesto indijske zvezne države Karnataka. Z okrog 8,42 milijona prebivalcev in 8,52 milijona prebivalcev širšega metropolitanskega območja je tretje najbolj naseljeno indijsko mesto in peta najbolj naseljena indijska urbana aglomeracija. Ležeč na Dekanski planoti v Južni Indiji, na nadmorski višini čez 900 m, ima najvišjo nadmorsko višino med vsemi velikimi mesti Indije in vse leto prijetno podnebje. Prebivalstveno raznoliko mesto Bengaluru je drugo najhitreje rastoče indijsko velemesto.
Na območju sedanjega Bengaluruja je vladalo več južnoindijskih dinastij, tj. Zahodne Gange, Hole in Hojsale, dokler ni fevdalni vladar Kempe Govda v okviru imperija Vidžajanagara ustanovil blatne trdnjave Bengaluru Pete, ki velja za temelj sodobnega mesta. Leta 1638 so ga zavzeli Marathe in mu vladali skoraj 50 let, nato pa so mesto osvojili Moguli in ga prodali Misorskemu kraljestvu Vadijarske dinastije. Po zmagi v četrti anglomisorski vojni (1799) so ga zavzeli Britanci, ki so administrativni nadzor mesta vrnili misorskemu maharadžu. Staro mesto se je razvijalo v dominionih misorskega maharadže in je postalo glavno mesto Kneževine Misore, ki je obstajala kot nominalna suverena oblast Britanskega Raja. Leta 1809 so Britanci svojo vojaško bazo prestavili v Bangalore, zunaj starega mesta, in se je mesto razvijalo okrog nje. Po razglasitvi neodvisnosti Indije leta 1947 je mesto Bangalore postalo glavno mesto Zvezne države Misore in je to vlogo ohranilo tudi po nastanku nove indijske zvezne države Karnatake leta 1956. Dve urbani naselji Bangaloreja – mesto in vojaška baza – ki sta se razvijali kot neodvisni enoti, sta se v eno samo urbano središče združili leta 1949. Sedanje kanareško ime Bengalūru je bilo razglašeno za uradno ime mesta leta 2006.
Mesto Bengaluru zaradi njegove vodilne vloge v izvozu informacijske tehnologije včasih imenujejo Silicijeva dolina Indije (ali IT-prestolnica Indije). V mestu imajo svoj sedež indijske tehnološke organizacije ISRO, Infosys, Wipro, Flipkart, Biocon in HAL. Znano je tudi kot indijsko središče zagonskih podjetij. Tu je dom številnih indijskih izobraževalnih in raziskovalnih ustanov, npr. Indijskega inštituta znanosti (IISc), Indijskega inštituta za menedžment Bengaluru (IIMB), Državnega inštituta tehnologije mode, Državnega inštituta za oblikovanje (Kampus NID R&D), Državne pravne šole Indijske univerze (NLSIU) in Državnega inštituta duševnega zdravja in nevroznanosti (NIMHANS). V mestu delujejo tudi številne državne aviacijske in obrambne organizacije, kot so Bharat Electronics, Hindustan Aeronautics in Državni aviacijski laboratoriji. Mesto je tudi središče kanareške filmske industrije. Kot rastoče velemesto v razvijajoči se državi se Bengaluru sooča z resnim onesnaževanjem in drugimi logističnimi in socialnogospodarskimi težavami. Z domačim bruto proizvodom 83 milijard USD je mesto Bangalore v Indiji po skupnem prispevku BDP na četrtem mestu, pred njim so le Mumbaj, Delhi in Kalkuta.

## Etimologija
Bangalore je anglizirana različica imena mesta Bengalūru v jeziku kanada. To je bilo ime vasi blizu Kodigehalija v današnjem mestu Bangalore in ga je Kempe Govda uporabil za poimenovanje mesta kot Bangalore v času njegove ustanovitve leta 1537. Najzgodnejša omemba imena Bengalūru je bila najdena v 9. stoletju: napis na kamnu dinastije Zahodni Gang na vīra gallu (ವೀರಗಲ್ಲು; dob. 'kamen junaka', skalni edikt, ki poveličuje vrline bojevnika). Glede na napis, najden v Begurju, je bil Bengalūrū kraj bitke leta 890 n. št..
V času Vidžajanagare so ga imenovali tudi Kaljānapura ali Kaljānapuri ('Ugodno mesto') in Dēvarājanagara.
Apokrifna zgodba pravi, da se je kralj Hojsale iz 12. stoletja Vera Balala II. med lovsko ekspedicijo izgubil v gozdu. Utrujen in lačen je naletel na ubogo starko, ki mu je postregla s kuhanim fižolom. Hvaležni kralj je kraj poimenoval Benda-Kaal-uru (dobesedno 'mesto kuhanega fižola'), ki se je sčasoma razvilo v Bengalūru. Surjanath Kamath je predložil razlago možnega cvetličnega izvora imena, ki izhaja iz benga, kanadskega izraza za Pterocarpus marsupium (znano tudi kot malabarski kino), vrsta suhih in vlažnih listavcev, ki rastejo v izobilju v regiji.
11. decembra 2005 je vlada Karnatake sprejela predlog dobitnika nagrade Džnanpith U. R. Ananthamurthija, da se Bangalore preimenuje v Bengalūru. 27. septembra 2006 je Bruhat Bengaluru Mahanagara Palike (BBMP) sprejel resolucijo za izvedbo spremembe imena. Vlada Karnatake je predlog sprejela in sklenjeno je bilo uradno uveljaviti spremembo imena od 1. novembra 2006. Vlada Unije je odobrila to zahtevo, skupaj s spremembami imen za 11 drugih mest Karnatake, oktobra 2014. Zato se je Bangalore 1. novembra 2014 preimenoval v Bengaluru.

## Zgodovina

### Zgodnja in srednjeveška zgodovina
Odkritje kamenodobnih artefaktov med popisom prebivalstva v Indiji leta 2001 v Džalahaliju, Sidhapuri in Džadigenahaliju, ki so danes vsi na obrobju Bangaloreja, kaže na človeško poselitev okoli leta 4000 pred našim štetjem. Okoli leta 1000 pred našim štetjem (v železni dobi) so bila grobišča ustanovljena v Koramangali in Čikadžali na obrobju Bangaloreja. Kovanci rimskih cesarjev Avgusta, Tiberija in Klavdija, najdeni v Jesvanthpurju in na letališču HAL, kažejo, da je bila regija vključena v čezoceansko trgovino z Rimljani in drugimi civilizacijami leta 27 pr. n. št.
Območje današnjega Bangaloreja je bilo del več zaporednih južnoindijskih kraljestev. Med 4. in 10. stoletjem je regiji vladala dinastija Zahodni Gang iz Karnatake, prva dinastija, ki je vzpostavila učinkovit nadzor nad regijo. Po Edgarju Thurstonu je Gangavadi vladalo osemindvajset kraljev od začetka krščanske dobe do njegove osvojitve s strani Čolov. Zahodni Gangi so sprva vladali regiji kot suverena sila (350–550 n. š.), kasneje pa kot fevdalci Čalukjev iz Badamija, ki so jim sledili Raštrakuti do 10. stoletja. Tempelj Nagešvara, Begur je bil zgrajen okoli leta 860, med vladavino kralja Zahodne Gange Ereganga Nitimarga I., razširil pa ga je njegov naslednik Nitimarga II. Okoli leta 1004, med vladavino Radža Radža Čole I., so Čoli premagali Zahodne Gange pod poveljstvom prestolonaslednika Radžendre Čole I. in zavzeli Bangalore. V tem obdobju je bila regija Bangalore priča selitvi številnih skupin - bojevnikov, upraviteljev, trgovcev, obrtnikov, pastirjev, obdelovalcev in verskega osebja iz Tamil Naduja in drugih kanadsko govorečih regij. Tempelj Čokanathasvami v Domlurju, kompleks Aigandapura blizu Hesaraghate, tempelj Mukthi Nathešvara v Binamangali, tempelj Čolešvara v Begurju, tempelj Somešvara v Ulsorju izvirajo iz obdobja Čola.
Leta 1117 je kralj Hojsala Višnuvardhana premagal Čole v bitki pri Talakadu v južni Karnataki in razširil svojo oblast nad regijo. Višnuvardhana je Čole izgnal iz vseh delov države Misore. Do konca 13. stoletja je Bangalore postal vir spora med dvema vojskujočima se bratrancema, vladarjem Hojsale Vero Balalo III. iz Halebiduja in Ramanatho, ki je upravljal z ozemlja v Tamil Naduju, ki so ga imeli Hojsala.  Vera Balala III. je v Hudiju (zdaj znotraj meja občinske korporacije Bangalore) imenovala meščanskega poglavarja, s čimer je vas povišala v status mesta. Po smrti Vere Balale III. leta 1343 je bil naslednji imperij, ki je vladal regiji, imperij Vidžajanagara, ki je samo videlo vzpon štirih dinastij, Sangamas (1336–1485), Saluvas (1485–1491), Tuluvas (1491–1491). 1565) in Aravidu (1565–1646). Med vladavino imperija Vidžajanagara je Ačjuta Deva Raja iz dinastije Tuluva zgradil jez Šivasamudra čez reko Arkavati pri Hesaraghati, katerega zbiralnik je sedanja oskrba mesta z redno cevno vodo.

### Temelj in zgodnja moderna zgodovina
Moderni Bangalore je leta 1537 začel graditi poglavar imperija Vidžajanagara, Kempe Govda I., ki se je pridružil imperiju v kampanji proti Gangaraji (ki ga je premagal in izgnal v Kanči) in ki je zgradil utrdbo iz blatne opeke za ljudi na mesta, ki bi postalo osrednji del sodobnega Bangaloreja. Kempe Govda je bil omejen s pravili, ki jih je določil Ačuta Deva Raja, ki se je bal potencialne moči Kempe Govde in ni dovolil mogočne kamnite utrdbe. Kempe Govda je novo mesto imenoval za svoj gandubhūmi ali 'dežela junakov'. Znotraj utrdbe je bilo mesto razdeljeno na manjše oddelke, od katerih se je vsak imenoval pete (kanadska izgovorjava [peːteː]). Mesto je imelo dve glavni ulici - ulico Čikapeté in ulico Dodapeté. Kižišče teh ulic je oblikovalo trg Dodapeté - srce Bangaloreja. Naslednik Kempe Govda I., Kempe Govda II., je zgradil štiri stolpe, ki so označevali mejo Bangaloreja. Med vladavino Vidžajanagara so številni svetniki in pesniki Bangalore označevali kot »Devarāyanagara« in »Kalyānapura« ali »Kalyānapuri« (»Ugodno mesto«).
Po padcu imperija Vidžajanagara leta 1565 v bitki pri Talikoti je Bangalore večkrat zamenjal lastnika. Kempe Govda je razglasil neodvisnost, nato pa je leta 1638 velika vojska Adil Šahi Bidžapurja, ki jo je vodil Ranadula Kan in ga je spremljal njegov drugi poveljnik Šāhdži Bhōnslē, porazila Kempe Govda III., Bangalore pa je bil dan Šāhdžiju kot džagir (fevdalna posest). Okrog leta 1639 je Šahadži Bhonsle izdal ukaz za obnovo uničenega mesta in gradnjo novih jezer, da bi rešili pomanjkanje vode v regiji. Leta 1687 je mogulski general Kasim Kan po ukazu Aurangzeba premagal Ekodžija I., sina Šāhdžija, in prodal Bangalore Čikkadevaradži Vodejarju (1673–1704), takratnemu vladarju kraljestva Misore za tri lakh rupije. Po smrti Krišnaradža Vodejarja II. leta 1759 se je Hider Ali, vrhovni poveljnik misorejske vojske, razglasil za dejanskega vladarja kraljevine Misore. Hider Aliju pripisujejo izgradnjo Delhijskih vrat in mesta na severnem in južnem koncu mesta leta 1760. Kraljestvo je pozneje prešlo na Hider Alijevega sina Tipu Sultana. Hider in Tipu sta leta 1760 vodila gradnjo botaničnih vrtov Lal Bagh. Pod njimi se je Bangalore razvil v trgovsko in vojaško središče strateškega pomena.
Utrdbo Bangalore so zavzele britanske sile pod vodstvom lorda Cornwallisa 21. marca 1791 med tretjo anglo-misorsko vojno in oblikovale središče britanskega odpora proti Tipu Sultanu. Po Tipujevi smrti v četrti anglo-misorski vojni (1799) so Britanci vrnili upravni nadzor nad Bangalore pētē maharadži iz Misoreja in je bil vključen v Kneževino Misore, ki je obstajala kot nominalno suverena entiteta Britanskega Raja. Stari pētē se je razvil v gospostvu maharadže iz Misora. Rezidenca zvezne države Misore je bila prvič ustanovljena v mestu Misore leta 1799 in kasneje leta 1804 prestavljena v Bangalore.[48] Ukinili so ga leta 1843 [48], da bi ga ponovno obudili leta 1881 v Bangaloreju in leta 1947 z indijsko neodvisnostjo trajno zaprli. Britanci so ugotovili, da je Bangalore prijeten in primeren kraj za namestitev njihove garnizije, zato so svoj kanton iz Seringapatama leta 1809 preselili v Bangalore blizu Ulsorja, približno 6 km severovzhodno od mesta. Okoli kantona je zraslo mesto, ki je združilo več vasi na tem območju. Novo središče je imelo lasten občinski in upravni aparat, čeprav je tehnično šlo za britansko enklavo na ozemlju kraljev Vodejar Kneževine Misore. Dva pomembna dogodka, ki sta prispevala k hitri rasti mesta, sta uvedba telegrafskih povezav z vsemi večjimi indijskimi mesti leta 1853 in železniška povezava z Madrasom (danes Čenaj) leta 1864.

### Kasnejša moderna in sodobna zgodovina
V 19. stoletju je Bangalore v bistvu postal pobrateno mesto s »pētē«, katerega prebivalci so bili pretežno Kanadigas in kantonom, ki so ga ustvarili Britanci. Skozi 19. stoletje se je kanton postopoma širil in pridobil izrazito kulturno in politično pomembnost, saj so ga upravljali neposredno Britanci in je bil znan kot civilna in vojaška postaja Bangalore. Medtem ko je ostal na knežjem ozemlju Misore, je imel Cantonment veliko vojaško prisotnost in svetovljansko civilno prebivalstvo, ki je prihajalo izven kneževine, vključno z britanskimi in anglo-indijskimi vojaškimi častniki.
Bangalore je leta 1898 prizadela epidemija kuge, ki je zahtevala skoraj 3500 življenj. Kriza, ki jo je povzročil izbruh, je pospešila proces sanacije mesta. Položene so bile telefonske linije za pomoč pri koordinaciji protikužnih operacij. Veljati so začeli predpisi za gradnjo novih hiš z ustreznimi sanitarijami. Imenovan je bil zdravstveni uradnik in mesto zaradi boljše koordinacije razdeljeno na štiri oddelke. Bolnišnico Victoria je leta 1900 slovesno odprl Lord Curzon, takratni generalni guverner Britanske Indije.[54] Nove razširitve v Malesvaramu in Basavanagudiju so bile razvite na severu in jugu pētē. Leta 1903 so v Bangaloreju začeli uvajati motorna vozila. Leta 1906 je Bangalore postal eno prvih mest v Indiji, ki je dobilo elektriko iz hidroelektrarn v Šivanasamudri. Indijski inštitut za znanost je bil ustanovljen leta 1909, ki je pozneje odigral pomembno vlogo pri razvoju mesta kot središča znanstvenih raziskav. Leta 1912 je torpedo Bangalore, ofenzivno eksplozivno orožje, ki se je pogosto uporabljalo v prvi in drugi svetovni vojni, v Bangaloreju izdelal častnik britanske vojske kapitan McClintock iz Madras Sappers and Miners.
Sloves Bangaloreja kot vrtnega mesta Indije se je začel leta 1927 s praznovanjem srebrnega jubileja vladavine Krišnaradža Vodejarja IV. Za izboljšanje mesta je bilo uvedenih več projektov, kot je gradnja parkov, javnih stavb in bolnišnic. Bangalore je igral pomembno vlogo med indijskim gibanjem za neodvisnost. Mahatma Gandhi je mesto obiskal leta 1927 in 1934 in tukaj govoril na javnih srečanjih. Leta 1926 so delavski nemiri v Binny Millsu zaradi zahteve tekstilnih delavcev po izplačilu bonusa povzročili obtožbe lathi in odpuščanje policije, kar je povzročilo smrt štirih delavcev in več poškodovanih.  Julija 1928 je v Bangaloreju prišlo do opaznih nemirov v skupnosti, na primer takrat, ko so idola Ganeša odstranili iz šolskega kompleksa na območju Sultanpet v Bangaloreju. Leta 1940 je vzletel prvi let med Bangalorejem in Bombajem, ki je mesto postavil na urbani zemljevid Indije.
Po osamosvojitvi Indije avgusta 1947 je Bangalore ostal v novo oblikovani državi Misore, v kateri je bil maharadža Misore Radžapramukh (imenovani guverner). City Improvement Trust je bil ustanovljen leta 1945, leta 1949 pa sta se City in Cantonment združila v Bangalore City Corporation. Vlada Karnatake je pozneje leta 1976 ustanovila Bangalore Development Authority, da bi usklajevala dejavnosti teh dveh organov. Zaposlovanje in izobraževanje v javnem sektorju sta Kanadigam iz preostale države ponudila priložnosti za selitev v mesto. Bangalore je doživel hitro rast v desetletjih 1941–51 in 1971–81, ko so prišli številni priseljenci iz severne Karnatake. Indijska vlada je leta 1956 ustanovila Vseindijski inštitut za duševno zdravje (AIIMH). Do leta 1961 je Bangalore postal šesto največje mesto v Indiji s 1.207.000 prebivalci. V naslednjih desetletjih se je proizvodna baza Bangaloreja še naprej širila z ustanovitvijo zasebnih podjetij, kot je MICO (Motor Industries Company), ki je svoj proizvodni obrat postavilo v mestu.
Do 1980-ih je urbanizacija presegla sedanje meje in leta 1986 je bila ustanovljena Uprava za razvoj metropolitanske regije Bangalore, da bi usklajevala razvoj celotne regije kot enotne enote. 8. februarja 1981 je v Venus Circusu v Bangaloreju izbruhnil velik požar, kjer je umrlo več kot 92 ljudi, večina otrok. Bangalore je doživel rast svojega nepremičninskega trga v 1980-ih in 1990-ih, ki so ga spodbudili kapitalski vlagatelji iz drugih delov države, ki so velike bangalorejske parcele in kolonialne bungalove spremenili v večnadstropna stanovanja. Leta 1985 je Texas Instruments postala prva večnacionalna korporacija, ki je ustanovila bazo v Bangaloreju. Druga podjetja informacijske tehnologije so sledila zgledu in do konca 20. stoletja se je Bangalore uveljavil kot Silicijeva dolina Indije. Danes je Bangalore tretje najbolj naseljeno mesto v Indiji. V 21. stoletju so bili v Bangaloreju v letih 2008, 2010 in 2013 veliki teroristični napadi.

## Geografija
Bangalore leži na jugovzhodu južnoindijske države Karnataka. Je v osrčju planote Misore (območje večje kredne Dekanske planote) na povprečni nadmorski višini 900 m, na 12°58′44″N 77°35′30″E / 12.97889°N 77.59167°E in pokriva 741 km². Večina mesta Bangalore leži v mestnem okrožju Bangalore Karnataka, okoliška podeželska območja pa so del podeželskega okrožja Bangalore. Vlada Karnatake je iz starega podeželskega okrožja Bangalore oblikovala novo okrožje Ramanagara.
Topografija Bangaloreja je na splošno ravna, čeprav so zahodni deli mesta gričevnati. Najvišja točka je Vidjaranjapura Dodabetahali, 962 m nad morsko gladino, ki je severozahodno od mesta. Skozi mesto ne teče nobena večja reka, čeprav se Arkavathi in South Pennar križata pri hribih Nandi, 60 km severno. Reka Vrišabhavathi, manjši pritok Arkavathija, izvira v mestu pri Basavanagudiju in teče skozi mesto. Reki Arkavathi in Vrišabhavathi skupaj prenašata večino odplak v Bangaloreju. Kanalizacijski sistem, zgrajen leta 1922, pokriva 215 km² mesta in se povezuje s petimi centri za čiščenje odplak, ki so na obrobju mesta.
V 16. stoletju je Kempe Govda I. zgradil veliko jezer, da bi zadostil potrebam mesta po vodi. Med temi jezeri je bilo vidno Kempambudhi Kere, odkar ga je preplavil sodoben razvoj. V prvi polovici 20. stoletja je sir Mirza Ismail (Divan iz Misoreja, 1926–41) naročil vodovod Nandi Hills za oskrbo mesta z vodo. Reka Kaveri zagotavlja približno 80 % mestne oskrbe z vodo, preostalih 20 % pa se pridobi iz rezervoarjev Thipagondanahali in Hesaraghata reke Arkavathi. Bangalore prejme 800 milijonov litrov vode na dan, več kot katero koli drugo indijsko mesto, vendar se sooča z občasnim pomanjkanjem vode, zlasti poleti in v letih z malo padavinami. Naključno vzorčenje indeksa kakovosti zraka (AQI) dvajsetih postaj v mestu je bilo v razponu od 76 do 314, kar kaže na močno do močno onesnaženost zraka okoli območij z velikim prometom.
Bangalore ima peščico sladkovodnih jezer in vodnih rezervoarjev, med katerimi so največji rezervoar Madivala, jezero Hebal, jezero Ulsor, jezero Jedijur in rezervoar Sankej. Vendar pa je približno 90 % jezer v Bangaloreju onesnaženih; mestna vlada je decembra 2020 začela s prizadevanji za oživitev in ohranjanje. Podzemna voda se pojavlja v meljastih do peščenih plasteh aluvialnih sedimentov. Peninsular Gneissic Complex (PGC) je najbolj prevladujoča kamninska enota na tem območju in vključuje granite, gnajse in migmatite, medtem ko so tla Bangalore sestavljena iz rdečega laterita in rdeče, fino ilovnate do glinaste prsti.
Mestno rastlinstvo je večinoma velika krošnja listavcev in nekaj kokosovih dreves. Veliko dreves je pogosto posekanih, da bi utrli pot za razvoj infrastrukture. Čeprav je bil Bangalore razvrščen kot del potresne cone II (stabilno območje), je doživel potrese z magnitudo do 4,5 stopnje po Richterjevi lestvici.

### Podnebje
Bangalore ima tropsko savansko podnebje (Köppnova podnebna klasifikacija Aw) z izrazitimi mokrimi in sušnimi sezonami. Zaradi svoje visoke nadmorske višine ima običajno bolj zmerno podnebje skozi vse leto, čeprav lahko občasni vročinski valovi naredijo poletje nekoliko neprijetno. Najhladnejši mesec je januar s povprečno nizko temperaturo 15,1 °C, najbolj vroč mesec pa je april s povprečno najvišjo temperaturo 35 °C. Najvišja temperatura, kadarkoli zabeležena v Bangaloreju, je bila 39,2 °C, zabeležena 24. aprila 2016, kar ustreza močnemu El Niñu v tem letu. Najnižja doslej zabeležena temperatura je bila 7,8 °C januarja 1884. Zimske temperature redko padejo pod 14 °C, poletne temperature pa le redko presežejo 36 °C. Bangalore prejme padavine iz severovzhodnega in jugozahodnega monsuna, najbolj mokroten mesec pa je september, sledita mu oktober in avgust. Poletno vročino blažijo dokaj pogoste nevihte, ki občasno povzročajo izpade električne energije in lokalne poplave. Večina padavin pade pozno popoldne ali zvečer, pred poldnevom pa je dež redek. November 2015 (290,4 mm) je bil zabeležen kot eden najbolj deževnih mesecev v Bangaloreju z močnim deževjem, ki je povzročilo hude poplave na nekaterih območjih in zaprtjem številnih organizacij za več kot nekaj dni. Največ padavin, zabeleženih v 24-urnem obdobju, je 179 mm, zabeleženih 1. oktobra 1997. Leta 2022 se je Bangalore soočil z veliko količino padavin, kar je bilo 368 % več od letnega povprečja. Več območij je bilo poplavljenih, prekinjena je bila tudi oskrba z električno energijo.

### Uprava
Bruhat Bengaluru Mahanagara Palike (BBMP, Mestna korporacija Greater Bangalore) je zadolžena za civilno upravo mesta. Ustanovljena je bila leta 2007 z združitvijo 100 okrožij nekdanjega Bangalore Mahanagara Palike s sedmimi sosednjimi mestnimi občinskimi sveti, enim mestnim občinskim svetom in 110 vasmi okoli Bangaloreja. Število oddelkov se je leta 2022 povečalo na 243. BBMP vodi mestni svet 250 članov, vključno s 198 korporacijami, ki zastopajo vsakega od oddelkov mesta, in 52 drugimi izvoljenimi predstavniki, ki jih sestavljajo člani parlamenta in državne zakonodaje. Volitve v svet so enkrat na pet let in o njih odloča ljudsko glasovanje. Člani, ki tekmujejo na volitvah v svet, običajno predstavljajo eno ali več političnih strank v državi. Izmed izvoljenih članov sveta se izvoli tudi župan in podžupan.
Hitra rast Bangaloreja je povzročila številne administrativne težave v zvezi s prometnimi zastoji in slabšo infrastrukturo. Nenačrtovana narava rasti v mestu je povzročila velike prometne zastoje; uveden je bil sistem nadvozov in sistemi enosmernega prometa, ki pa so bili le zmerno uspešni.
V Bangaloreju kot glavneum mestu zvezne države Karnataka so pomembni državni vladni objekti, kot so višje sodišče Karnatake, Vidhana Soudha (dom državnega zakonodajnega organa Karnatake) in Radž Bhavan (rezidenca guvernerja Karnatake).
V mestu je tudi več konzulatov in drugih tujih predstavništev.

### Revna naselja
Po poročilu iz leta 2012, ki ga je Svetovni banki predložil Karnataka Slum Clearance Board, je bilo v Bangaloreju 862 slumov od približno 2000 slumov v celotni Karnataki. 42 % gospodinjstev se je preselilo iz različnih delov Indije, kot so Čenaj, Hiderabad in večina severne Indije, 43 % gospodinjstev pa je ostalo v slumih več kot 10 let. Občina Karnataka si prizadeva, da bi 300 družin letno preselila v novozgrajene stavbe. Ena tretjina teh projektov čiščenja barakarskih naselij ni imela osnovnih priključkov za storitve, 60 % prebivalcev barakarskih naselij ni imelo popolnih vodovodnih napeljav in skupne oskrbe z vodo BWSSB.

### Ravnanje z odpadki
Leta 2012 je Bangalore proizvedel 2,1 milijona ton trdnih komunalnih odpadkov ali 194,3 kilograma na osebo. Ravnanje z odpadki v Karnataki ureja Državni odbor za nadzor onesnaževanja Karnatake (KSPCB) pod okriljem Centralnega odbora za nadzor onesnaževanja (CPCB), subjekta centralne vlade. Kot del smernic za ravnanje z odpadki je vlada Karnatake preko KSPCB pooblastila nekaj dobro uveljavljenih podjetij za ravnanje z biomedicinskimi in drugimi nevarnimi odpadki v Karnataki.

## Pobratena mesta
- Minsk, Belorusija (1973) [46]
- Cleveland, Ohio, ZDA (1992) [47]
- San Francisco, Kalifornija, ZDA (2008) [48]
- Čengdu, Sečuan, Kitajska (2013)[49]